# Alfons Amade
Alfons Antonio Chico Amade znany jako Alfons Amade (ur. 12 listopada 1999 w Heidelbergu) – mozambicki piłkarz grający na pozycji defensywnego pomocnika. Od 2021 jest zawodnikiem klubu KV Oostende.

## Kariera klubowa
Swoją karierę piłkarską Amade rozpoczynał w juniorach SV Waldhof Mannheim. W 2010 roku został zawodnikiem akademii TSG 1899 Hoffenheim. W 2018 roku stał się członkiem rezerw Hoffenheim, a w 2019 także pierwszego zespołu. 2 marca 2019 zadebiutował w nim w Bundeslidze w przegranym 2:3 wyjazdowym meczu z Eintrachtem Frankfurt.
W 2019 roku Amade wypożyczono do Eintrachtu Brunszwik, grającego w 3. Fußball-Liga. Swój debiut w nim zaliczył 18 sierpnia 2019 w zwycięskim 3:0 wyjazdowym spotkaniu z 1. FC Kaiserslautern. W Eintrachcie grał przez rok, a w sezonie 2020/2021 ponownie grał w rezerwach Hoffenheim.
Latem 2021 Amade został piłkarzem KV Oostende. Zadebiutował w nim 24 lipca 2021 w przegranym 0:3 domowym meczu z Royalem Charleroi.
| Sezon   | Klub                   | Kraj   | Rozgrywki       | Mecze | Bramki |
| ------- | ---------------------- | ------ | --------------- | ----- | ------ |
| 2018/19 | TSG 1899 Hoffenheim II | Niemcy | Bundesliga      | 1     | 0      |
| 2018/19 | TSG 1899 Hoffenheim II | Niemcy | Regionalliga    | 19    | 1      |
| 2019/20 | Eintracht Brunszwik    | Niemcy | 3. Fußball-Liga | 4     | 0      |
| 2020/21 | TSG 1899 Hoffenheim II | Niemcy | Regionalliga    | 35    | 4      |
| 2021/22 | KV Oostende            | Belgia | Eerste klasse A | 18    | 2      |
| 2022/23 | KV Oostende            | Belgia | Eerste klasse A | 18    | 0      |

## Kariera reprezentacyjna
Amade grał w młodzieżowych reprezentacjach Niemiec na różnych szczeblach wiekowych. W reprezentacji Mozambiku zadebiutował 14 stycznia 2024 roku w zremisowanym 2:2 meczu Pucharu Narodów Afryki 2023 z Egiptem, rozegranym w Abidżanie. W tym turnieju zagrał również w dwóch innych spotkaniach grupowych: z Republiką Zielonego Przylądka (0:3) i z Ghaną (2:2).